# سلطان بایسنقر
سلطان بایسنقر، فرزند سلطان یعقوب، نوه اوزون حسن و چهارمین پادشاه آق قویونلو بود.
امیران قبیله‌‏ های موصلو به مناسبت پشتیبانی صوفی خلیل بیگ از بایسنقر، از وی حمایت می‌‏کردند، در صورتی که طایفه ‏های پُرناک و بایُندر هواخواه مسیح میرزا برادر یعقوب بودند و سرانجام در جنگی که میان این دو گروه درگرفت، مسیح میرزا و گروهی از هوادارانش کشته شدند و بایسنقر در ده سالگی به حکومت رسید. 
ایبه سلطان به‌ دلیل قدرت رقیبان رستم بیگ را آزاد کرد و در نبردی که میان بایسنقر و رستم در گرفت او شکست خورد و به شروانشاه نزد پدر بزرگش فرخ یسار پناه برد.
بایسنقر چند ماه بعد از شیروان خارج شد، ولی به دست علی پرناک گرفتار و به تبریز آورده شد. او در نهایت در سال ۸۹۷ در کوه سهند به قتل رسید ودر امامزاده چهارمنار به خاک سپرده شد[۱]